# Bossa nova

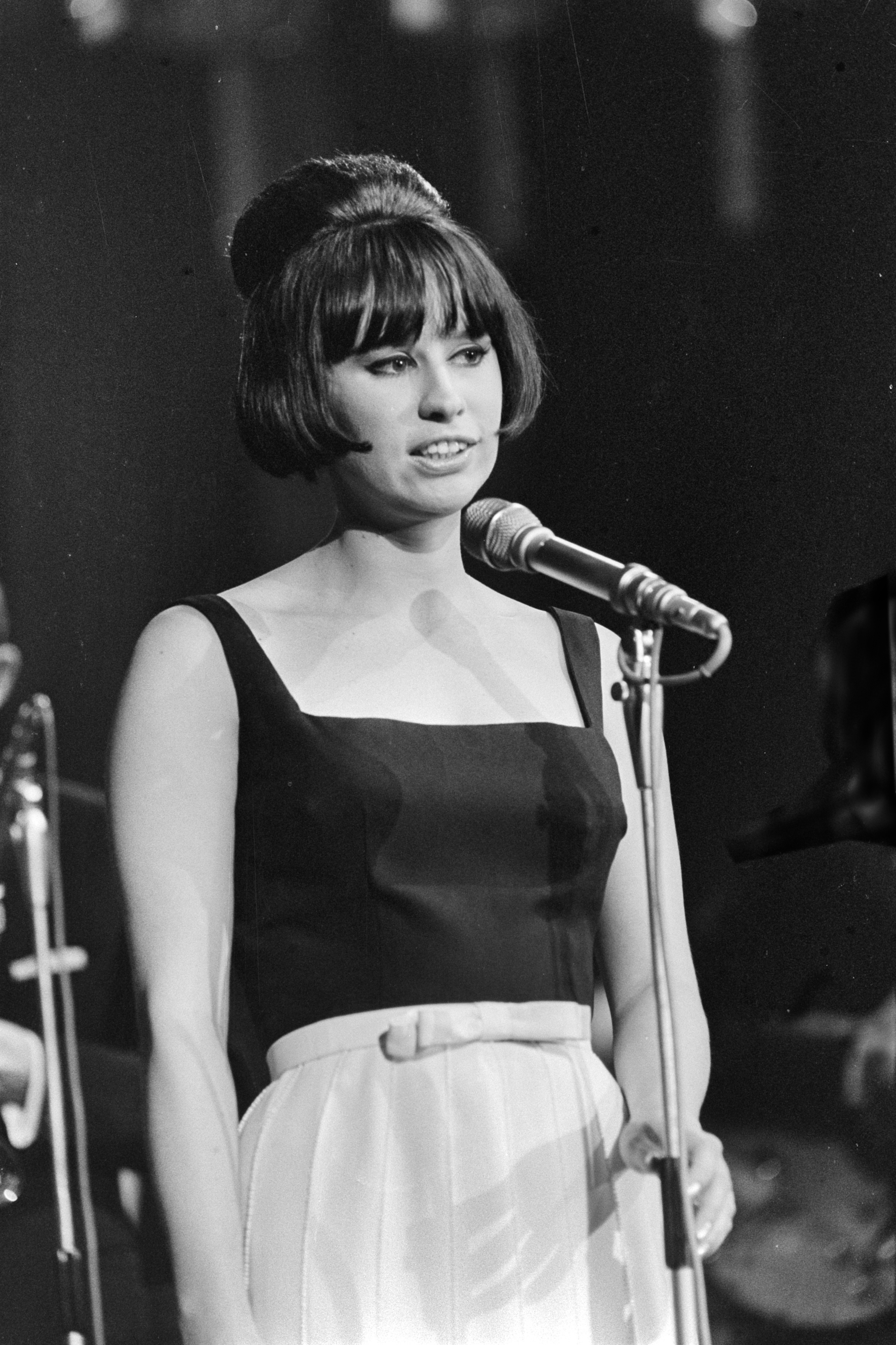
Astrud Gilberto, a Girl from Ipanema előadója

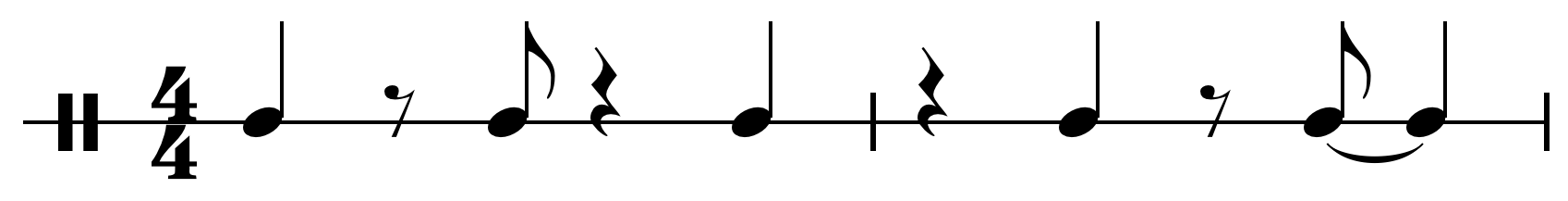
Bossa nova ritmus

A bossa nova (jelentése: „új divat”) brazil eredetű dzsessz stílus, amit João Gilberto, Antônio Carlos Jobim és Vinicius de Moraes alkotott meg. A bossa novának számos követője, kedvelője van napjainkban is. Habár fénykora mindössze hat évig tartott (1958–1963), számos népszerű, örökzöld bossa sláger gyarapítja azóta is a jazzrepertoárt.

## Története
A bossa nova Brazíliában alakult ki az ötvenes évek közepén olyan szerzők közreműködésével, mint Johnny Alf és João Gilberto. A stílus alapja és őse a szamba, de a bossa nova dallama jóval komplexebb, tempója lassabb, előbbi felfokozottságával szemben a bossa nova andalító, szinte álmos hangulatú. A favellák környékén megjelent szambával ellentétben a bossa nova a Rio de Janeiro-i tengerpartokról származik.
Az egyik első bossa-dal a Bim-Bom. A műfajt Dorival Caymmi Saudade da Bahia és Elizete Cardoso Chega de Saudade című felvételei emelték a köztudatba, utóbbit Antônio Carlos Jobim és Vinicius de Moraes szerezte. A dalt João Gilberto is feldolgozta.
Gilberto felvételei és A fekete Orfeusz (1959) című film zenéje divatba hozta a bossa novát szerte Latin-Amerikában, ezután észak-amerikai jazz-zenészek is felfigyeltek a stílusra. Az első, nemzetközi hírnévre szert tevő bossa-sláger a The Girl from Ipanema, Astrud Gilberto (João Gilberto későbbi felesége) közreműködésével.
A jazz-műfajban Charlie Byrd és Stan Getz felvételei idézték elő a nagy bossa-robbanást a Jazz Samba című albummal (ezen ugyan brazil bossa nova dalok szerepelnek, de a zenészek között nem találunk brazilokat), majd 1963-ban megjelent a Getz/Gilberto című lemez is, ami brazil és észak-amerikai zenészek közös munkájának gyümölcse és óriási sikert aratott. Ezt követően számos híres előadó készített bossa nova felvételeket, olyanok, mint például Ella Fitzgerald (Ella Abraça Jobim) és Frank Sinatra (Francis Albert Sinatra & Antônio Carlos Jobim). A bossa nova stílusjegyei végül beépültek a jazzbe, majd világzenébe.
A korai bossa nova kialakulásában nagy szerepe volt a Dans mon île című számnak, amit Henri Salvador énekelt az 1957-es olasz Europa di notte (rendezte: Alessandro Blasetti) című filmben. Ezt később olyan brazil művészek dolgozták fel, mint Eumir Deodato (Los Danseros en Bolero – 1964) és Caetano Veloso (Outras Palavras – 1981). 2005-ben Henri Salvador brazil állami kitüntetésben részesült, amit Gilberto Gil énekes és kulturális miniszter, illetve Luiz Inácio Lula da Silva elnök adott át.

## Hangszerek
A bossa novát leginkább nylon-húros klasszikus gitáron játsszák, inkább ujjakkal, mint pengetővel, így a gitár hangja lágy és visszafogott. A legpuritánabb formátumú bossa-előadás a gitárral kísért éneklés (lásd João Gilberto-t). Még nagyobb, jazz-szerű együttesekben is van általában egy gitár, ami a kötött bossa-ritmust játssza. Gilberto alapvetően egy jellegzetes szamba-ütőhangszer ritmusát (általában a tamborimét) vette át, és alkalmazta a pengető kezére.
Bár nem annyira prominensen mint a gitár, de a zongora is jelen van a bossa novában; Jobim zongorán írta és azon is adta elő saját számait. A zongora jelenti a stílusbeli hidat a bossa nova és a jazz között.
A dobfelszerelés nem képezi a klasszikus bossa nova hangszerelés részét, de ettől függetlenül létezik egy tipikus bossa nova dobstílus, amit Helcio Milito és Milton Banana dolgozott ki. A lábcinen folyamatos nyolcados játék hallható (ezzel imitálva a pandeiro-t), miközben a tipikus clave ritmust ütik. A lábdob általában az "1-és3-és" leütéseket játssza. A basszushangszer (bőgő vagy basszusgitár) szintén a lábdob ritmusát követi, hangok tekintetében pedig sokszor csak az akkordok alaphangjára és kvintjére szorítkozik.
A nagyzenekari kíséret leginkább az észak-amerikai bossa novára (amit gúnyosan liftzenének, vagy lounge zenének is neveznek) jellemző, emellett hallható több Jobim és Astrud Gilberto felvételen is. Dusty Springfield 1967-es The Look of Love című felvételén is hallható ilyen kíséret.

## Szerkezet
A bossa nova a szamba ritmusvilágán alapszik. A szamba az Afrikából származó, Brazíliában élő rabszolgák zenéje volt. A szambát leginkább 2/4-es metrumban szokták lejegyezni, a bossa nova lényegében ennek egy lassabb tempójú változata (amit már főleg 4/4-ben írnak), de a szambától eltérően a bossa novához nem társul semmilyen jellegzetes táncstílus.
A bossa ugyan szoros kapcsolatban állt és áll a jazzel, de a jazzes swingeléstől eltérően ez egyenes, nyolcados zene. A bossára hatással volt a blues is, de mivel a legtöbb bossa nova nem követi a 12-ütemes szerkezetet és szövegvilágot, ezért ezt a hallgató általában nem veszi észre.
Harmóniai összetettség szempontjából a bossa nova vetekszik a jazzel, főleg a szeptimakkordok vagy az oktávon felüli skálahangokat tartalmazó akkordok használatának tekintetében. Az első bossa nova dal, a Chega de Saudade több szerkezeti elemet is átvett a choro műfajból; későbbi kompozíciók már nem sűrűn követték ezt a tendenciát. Jobim gyakran alkalmazott bonyolult, disszonáns dallamvonalakat, a legismertebb a Desafinado (a cím jelentése: "Hamis" vagy "Kívül a skálán") című szám. A dallam gyakran lép az akkord alterált hangjára. Például ha az akkord egy D-dúr majorszeptim, a dallam a G#-hangra, azaz a bővített 11. fokra lép.
A gitárstílus mellett João Gilberto másik fontos találmánya a jellegzetes énekstílus. A bossa nova előtt a brazil énekesek leginkább az operából merítkeztek. Gilberto-val megjelent a nazális vokálstílus, ami az észak-brazil cabaclo-n alapszik. Gilberto szinte suttogásig halkította az éneket.
A korai bossa novák lírai szövegviláguknak és hosszuknak (általában 2-4 perc) hála könnyen népszerűvé váltak még úgy is, hogy zeneileg elvetik az európai és észak-amerikai verse-refrén, vagy 32 ütemes AABA formát. A bossa-dalok általában két verse részt tartalmaznak és sok átvezetést. Néhány korai João Gilberto szám két percnél is rövidebb volt, s csak egyetlen versszakot tartalmaztak, amik ismétlődtek. A szövegek témája általában a nők, a szerelem, a vágyakozás és az ifjúság.
Két bossa-típust különböztetünk meg, az egyik az ötvenes évek végi, a másik pedig az 1964 utáni. Az ötvenes évek bossa-szövegei leginkább a brazil közép- és felsőközéposztály életéről szól (noha a népesség legnagyobb része munkásosztálybeli volt). 1964 után a szövegek politikai tartalmakkal bővültek, megjelent a rendszerkritika.

## Későbbi tendenciák
A kilencvenes évek közepétől különböző európai művészek alkalmazták a bossa novát inspirációként elektronikus zenei kompozícióikhoz. Ez szülte a BossaElectrica és TecnoBossa stílusokat. Új énekesek, mint Bebel Gilberto, João Gilberto és Miúcha lánya, és európai zenekarok, mint a Nouvelle Vague és a Koop használ modern eszközöket bossa nova dalaikban és előadásaikban. Stephen Sondheim Broadway-szerző egy bossa nova ritmust használt a Company című musicalben 1970-ben.

## Fontos előadók

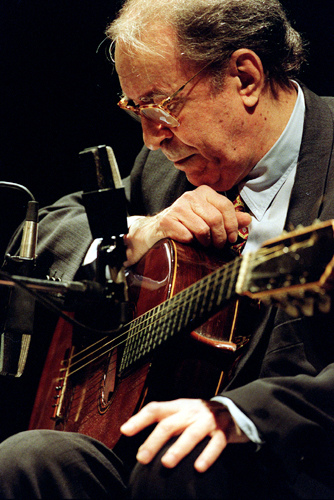
João Gilberto

- Stan Getz
- Chico Buarque
- Bogdan Plech
- Gal Costa
- Gilberto Gil
- Astrud Gilberto
- Bebel Gilberto
- João Gilberto
- Antonio Carlos Jobim
- Luiz Bonfá
- Bogdan Plech
- Nara Leão
- Normando Santos
- Carlos Lyra
- Maysa Matarazzo
- Newton Mendonça
- Roberto Menescal
- Vinicius de Moraes
- Paula Morelenbaum
- Hermeto Pascoal
- Rosa Passos
- Quarteto em Cy
- Elis Regina
- Elza Soares
- Sylvia Telles
- Toquinho
- Marcos Valle
- Sergio Mendes

## A legismertebb bossa nova dalok
- The Girl from Ipanema
- Corcovado
- Desafinado
- Manhã de Carnaval
- Tristeza

## Bossa nova Brazílián kívül
Az évek során a bossa nova túlnőtt brazil és jazzes gyökerein, s beépült a populáris zenébe is.
- 1963-ban Elvis Presley kiadta Bossa Nova Baby című számát.
- Szintén 1963-ban Eydie Gorme feljutott a slágerlistákra Blame it on the Bossa Nova című dalával.
- 1967-ben Frank Sinatra több számot is előadott Antônio Carlos Jobim-al.
- 1995-ben George Michael kiadta Jesus To A Child című számát bossa nova stílusban. A dalt exszeretőjének, Anselmo Feleppának ajánlotta (aki 1993-ban halt meg).
- 2006-ban a The Black Eyed Peas rögzítette a Mas Que Nada-t Sérgio Mendes Timeless című albumára.
- Szólókarrierje előtt Lani Hall énekes a Brasil '66-ban zenélt.
- José José zenei karrierje kezdetén basszusgitáron és nagybőgőn játszott egy bossa nova trióban, a Los PEG-ben.
- Jay Chou tajvani énekes Mitiehsziang című dalát írta bossa nova stílusban.
- A Matt Bianco albumain számos bossa nova dal hallható.

## Fordítás
Ez a szócikk részben vagy egészben  a   Bossa nova című angol Wikipédia-szócikk fordításán alapul.  Az eredeti cikk szerkesztőit annak laptörténete sorolja fel. Ez a jelzés csupán a megfogalmazás eredetét és a szerzői jogokat jelzi, nem szolgál a cikkben szereplő információk forrásmegjelöléseként.

## Ajánlott irodalom
- Castro, Ruy (ford. Lysa Salsbury). "Bossa Nova: The Story of the Brazilian Music That Seduced the World." 2000. Első angol nyelvű kiadás. A Capella Books, an imprint of Chicago Review Press, Inc. ISBN 1-55652-409-9 Megjelent Brazíliában a Companhia das Letras-tól. 1990
- McGowan, Chris és Pessanha, Ricardo. "The Brazilian Sound: Samba, Bossa Nova and the Popular Music of Brazil." 1998. második kiadás. Temple University Press. ISBN 1-56639-545-3
- Mei, Giancarlo. Canto Latino: Origine, Evoluzione e Protagonisti della Musica Popolare del Brasile. 2004. Stampa Alternativa-Nuovi Equilibri. Előszó: Sergio Bardotti, utószó: Milton Nascimento